# Ab ovo
Ab ovo — в буквальном переводе «с яйца». Устойчивый фразеологический оборот, обозначающий «с самого начала».
В сатирах Горация «ab ovo» употребляется в словосочетании «с яиц до яблок» (лат. ab ovo usque ad mala), то есть от начала и до конца трапезы.
В другом произведении Горация, «Наука поэзии», ab ovo употребляется по отношению к слишком затянутому предисловию. Буквально означает начинать рассказ о Троянской войне «с яйца» близнецов, одним из которых была Елена — косвенная виновница войны (если бы Леда не снесла яйцо, Елена не родилась бы и не сбежала с Парисом).
Вариант поговорки — ab ovo Ledae incipere, буквально означает: «начинать от яйца (яиц) Леды», то есть подробно исследовать дело.
Выражение также используется в нарратологии для обозначения одной из трёх возможных техник повествования: ab ovo будет указывать, что история развивается с самого начала, следуя хронологическому порядку (две другие возможности: in medias res — повествование начинается в середине событий, может обращаться к воспоминаниям или возвращаться назад, и in extremis — повествование начинается в конце).